# Acacia pycuantha
Acacia pycuantha é uma espécie de leguminosa do gênero Acacia, pertencente à família Fabaceae.